# 長吉総合病院

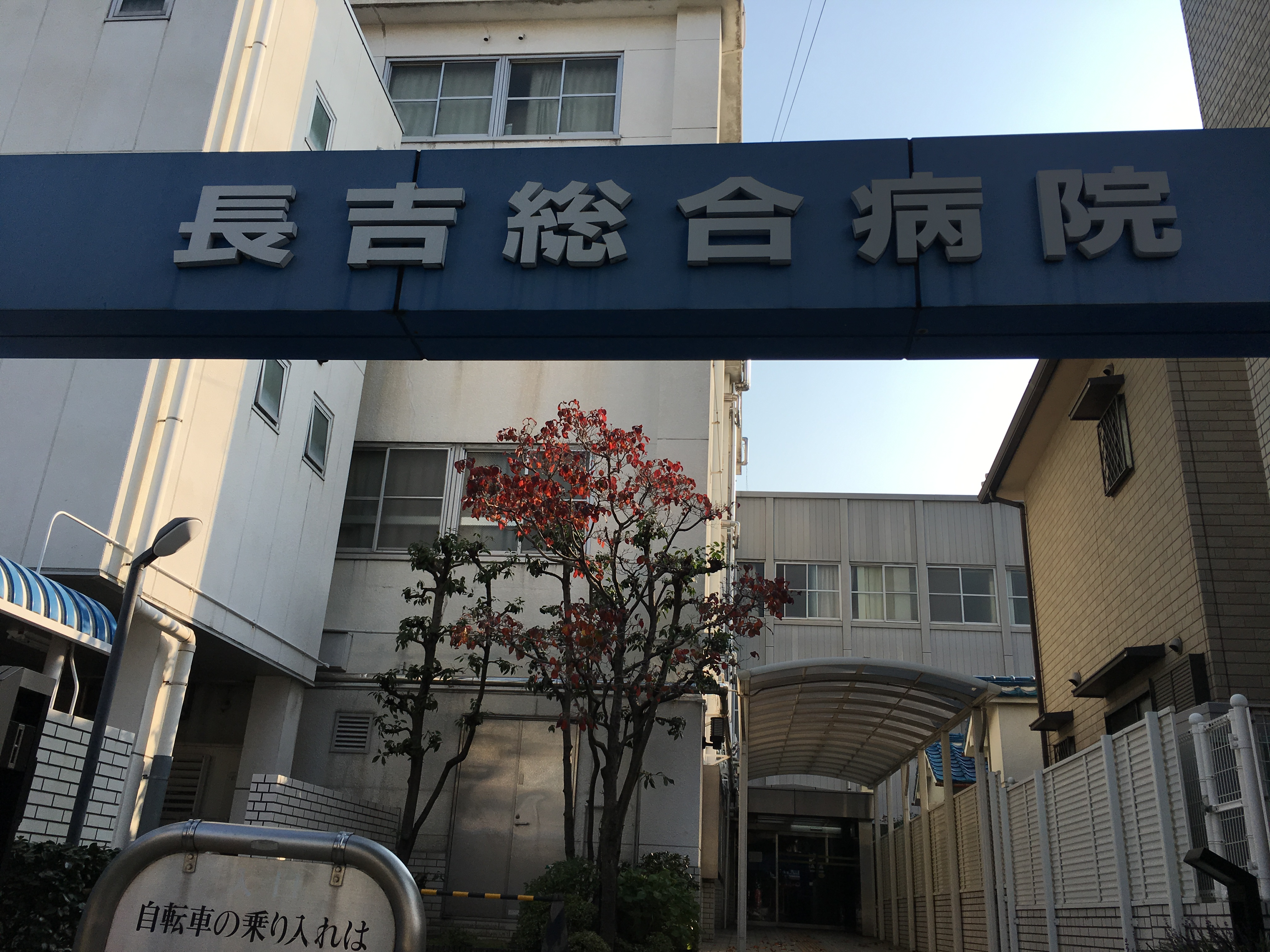
長吉総合病院 西入口

医療法人寺西報恩会長吉総合病院（いりょうほうじんてらにしほうおんかいながよしそうごうびょういん）は、大阪市平野区にある病院。医療法人寺西報恩会が運営。

## 沿革と特徴
1963年に開院。救急告示病院に指定されている。複数の看護専門学校の、実習指定病院を引き受けており実習生を受け入れている。医師の卒後臨床研修指定病院、大阪公立大学・大阪医科大学の関連病院でもある。

## 診療科
- 内科

※内科とは別の内科系専門外来は大阪公立大学医学部附属病院から派遣されている非常勤医師が診療を行っている。内科系専門外来は呼吸器内科・糖尿病・内分泌内科・リウマチ科・ペースメーカー外来・心療内科がある。
- 小児科
- 外科
- 整形外科
- 耳鼻咽喉科
- 眼科
- 皮膚科
- 泌尿器科
- 産婦人科（医師の減少にともない2008年7月末で休診）
- 放射線科
- リハビリテーション科

## 医療機関の認定
- 保険医療機関[2]
- 労災保険指定病院[2]
- 生活保護法指定病院（中国残留邦人等の円滑な帰国の促進並びに永住帰国した中国残留邦人等及び特定配偶者の自立の支援に関する法律（平成六年法律第三十号）に基づく指定医療機関を含む。）[2]
- 臨床研修病院[2]
- 指定自立支援病院（更生医療）[2]
- 指定自立支援医療機関（精神通院医療）[2]
- 原子爆弾被害者一般疾病医療取扱病院[2]
- 身体障害者福祉法指定医の配置されている医療機関[2]
- 公害医療機関[2]
- 在宅療養後方支援病院[2]

## 交通アクセス
- Osaka Metro谷町線出戸駅下車、徒歩約5分。
- 大阪シティバス「長吉小学校前」下車。